# Sumbar-Sandel-Arabe
Le Sumbar-Sandel-Arabe est une race de chevaux de course provenant de l'Ouest de Sumatra, en Indonésie. Il provient du croisement entre le poney local Sandalwood et le Pur-sang. Essentiellement utilisée localement pour des courses, la race est devenue commune.

## Histoire
La race tient son nom de sa région d'élevage, l'Ouest de Sumatra, la contraction de Sumatra et barat (« ouest », en indonésien) donnant « Sumbar ».
Il s'élevait originellement dans l'Ouest de Sumatra de petits chevaux d'environ 1,22 m, de robe dun à zébrures, employés tant sous la selle qu'à la traction légère, au bât, et pour le sport, en particulier le sport local du lancer de lances, au cours duquel ils étaient montés sans mors. Le développement des courses de chevaux au début du XXe siècle entraîne une demande en animaux rapides. Les principaux chevaux employés pour les courses sont des poneys de race Sandalwood détenus par des propriétaires Hollandais.
La race a évolué à partir des poneys Sandalwood depuis 1918, par croisements avec le Pur-sang (PS),. L'indépendance de l’Indonésie ne fait pas diminuer la popularité des courses de chevaux, au contraire. La race fait l'objet d'un programme d'élevage intensif depuis 1974. En 1976, le gouvernement indonésien officialise une race nationale de chevaux de course par croisement entre la souche locale et le PS. Il s'ensuit de nombreux croisements avec des chevaux PS, parfois par insémination artificielle. L'objectif d'origine est l'obtention d'un véritable cheval de course adapté au climat indonésien, toisant au minimum 1,52 m : il s'agit du programme du Kuda-Pacu.
Un stud-book est créé en 1995.

## Description
Il présente nettement la morphologie d'un cheval de course, les croisements avec le PS ayant considérablement influencé sa morphologie et sa taille. Les femelles toisent en moyenne 1,32 m pour 370 kg, les mâles 1,40 m pour 440 kg.
La robe peut être de différences couleurs, mais le bai et le bai-brun sont les plus répandues.

## Utilisation
La race n'est destinée qu'aux courses.

## Diffusion de l'élevage
Le Sumbar-Sandel-Arabe n'est répertorié qu'en Indonésie. En 1997, l'effectif recensé de 6 000 animaux est en croissance.
L'étude menée par l'université d'Uppsala en 2010 considère le Sumbar-Sandel-Arabe comme une race de chevaux locale, qui n'est pas menacée d'extinction.